# Was Russland mit der Ukraine tun sollte
Was Russland mit der Ukraine tun sollte (russisch Что Россия должна сделать с Украиной Tschto Rossija dolschna sdelat s Ukrainoi), auch Was soll Russland mit der Ukraine tun?, ist ein antiukrainischer Artikel von Timofei Sergeizew, welcher von der russischen staatlichen Nachrichtenagentur RIA Novosti veröffentlicht wurde. Der Text spricht der Ukraine ihr Existenzrecht ab und legitimiert den russischen Angriffskrieg durch die Behauptung, die Ukraine sei ein „Nazi-Staat“.
Der Artikel wurde am 3. April 2022 veröffentlicht, am Tag, als das russische Massaker von Butscha an ukrainischen Zivilisten bekannt wurde. Der Inhalt wurde international auch aufgrund der erstmaligen Verbreitung durch ein russisches Staatsmedium heftig kritisiert. Der ukrainische Präsident Wolodymyr Selenskyj sprach davon, dass der propagandistische Artikel einen Genozid legitimiere.

## Inhalt
Der Text ruft unter dem Vorwand der „Entnazifizierung“ zur Vernichtung der Ukraine und der ukrainischen Identität auf. Der Autor fordert, dass jeder Ukrainer, der zur Waffe greift, „maximal zerstört“ werden soll. Er fordert eine „totale Lustration“. Eine territoriale Integrität der Ukraine wird verneint. Ukrainische Städte wie Charkiw, Odessa, Dnipro und Mariupol werden vielmehr als „russische Städte“ bezeichnet.

### Faschismus-Unterstellung
Der Text behauptet, die Ukraine sei ein Nazi-Staat und eine Entnazifizierung sei daher „unausweichlich“. Eine Entnazifizierung bedeute in diesem Fall zugleich eine „De-Ukrainisierung“. Die ukrainischen Eliten werden als „Bandera-Eliten“ und die ukrainischen Soldaten als Nazis bezeichnet. Weiter behauptet der Autor, dass die Mehrheit der Ukrainer Nazis seien, da sie sonst nicht gegen Russland kämpfen würden. Diese Nazis sollen nicht nur politisch, sondern auch kulturell und im Bildungsbereich zu Russen umerzogen werden.
Der Autor erklärt, dass ein Verzicht auf einen NATO-Beitritt bei gleichzeitiger Aufnahme in die Europäische Union kein Kompromiss sei, denn der Weg der Ukraine in die Unabhängigkeit von Russland und die Annäherung des Landes an „den Westen“ sei versteckter Nazismus. Er behauptet, dieser Nazismus sei eine „größere Bedrohung für die Welt als der deutsche Nationalsozialismus unter Hitler“.
Des Weiteren wirft er der Ukraine vor, ein „Werkzeug des Westens“ zu sein, um „Russland zu destabilisieren“.

### Ablauf einer angeblichen „Entnazifizierung“
Der Text enthält auch einen Plan für die ersten Schritte zur angeblichen „Entnazifizierung“ der Ukraine, darin wird unter anderem genannt:
- Die „Liquidation aller bewaffneten Formationen“. Der Autor nennt explizit auch die Streitkräfte der Ukraine.
- Die Veröffentlichung der Namen der Komplizen des angeblichen „Nazi-Regimes“ und ihre Bestrafung durch Zwangsarbeit, sofern sie nicht durch Hinrichtung bestraft werden.
- Die Rücknahme des Bildungsmaterials und der Bildungsprogramme, welche Richtlinien der „Nazi-Ideologie“ enthalten.
- Massenermittlungen zur Feststellung der persönlichen Verantwortlichkeit für die „Verbreitung von NS-Ideologie“, die Unterstützung des angeblichen NS-Regimes sowie die Beteiligung an „eventuellen Kriegsverbrechen“.

Die Dauer dieser angeblichen Entnazifizierung der Ukraine betrage eine Generation, und Russland habe dabei keine Verbündeten. Doch werde so der „Totalitarismus des Westens“ ausgemerzt.

## Autor
Timofei Sergeizew ist ein russischer Politik-Berater, Philosoph und Schriftsteller. Er ist Mitglied des Sinowjew-Clubs des staatlichen Medienunternehmens MIA Rossija Sewodnja (zu dem RIA Novosti und Sputnik gehören), für die er seit 2014 als Kolumnist arbeitet.
Von 1998 bis 2000 beriet er Wiktor Pintschuk in der Ukraine, 1999 arbeitete er im Wahlkampf für den ukrainischen Präsidenten Leonid Kutschma. Im September 2004 war er Berater von Wiktor Janukowytsch beim Präsidentschaftswahlkampf.
2012 war Sergeizew an der Produktion des russischen Spielfilms Match (Матч), dem Ukrainophobie vorgeworfen wurde, beteiligt. Dieser Film wurde 2014 vom Goskino der Ukraine verboten.
Sergeizew ist Autor der Bücher Das Schicksal des Imperiums. Russische Sicht auf die europäische Zivilisation (Судьба империи. Русский взгляд на европейскую цивилизацию), Weltkrise. Ost und West im neuen Jahrtausend (Мировой кризис. Восток и запад в новом веке) und Das Schicksal der Imperien (Судьба империи) sowie einer der Autoren des Buches Die russische Staatsideologie (Идеология русской государственности).

## Politische Hintergründe in der Ukraine und Russland
Die Ukraine ist, anders als im Text behauptet, keine nationalsozialistische Diktatur. In der Parlamentswahl in der Ukraine 2019 erzielte die stärkste rechtsextreme Partei des Landes, Swoboda, nur 2,4 % der Stimmen und verfehlte somit die Fünf-Prozent-Hürde. Kleinere rechtsextremistische Parteien (darunter das „Nationalkorps“, der politische Flügel des Regiments Asow) hatten sich der Swoboda in einem Wahlbündnis angeschlossen. Das Wahlresultat der rechtsextremen Parteien lag somit niedriger als bei russlandfreundlichen Parteien wie der Oppositionsplattform – Für das Leben, welche 13,05 % der Stimmen erzielte.
Zum Vergleich: Bei der Parlamentswahl in Russland 2021 bekam die rechtsextreme Partei LDPR 7,5 % der Stimmen.

## Internationale Rezeption
Der ukrainische Präsident Wolodymyr Selenskyj bezeichnete den Artikel als ein Beweisstück für ein zukünftiges Tribunal. Der Botschafter der Ukraine in Kanada Roman Waschtschuk (ukrainisch Роман Ващук) nannte den Artikel „eine rhetorische Lizenz zum Töten“.
In Deutschland erstattete der CDU-Bundestagsabgeordnete Thomas Heilmann Strafanzeige gegen den Autor des Artikels.

## Inhaltliche Auseinandersetzung
Der Philosoph Moritz Rudolph setzte sich in einer Analyse kritisch mit der im Text vertretenen Idee auseinander, die Ukrainer seien der „kleine Bruder“ Russlands, und der „große Bruder“ sei verpflichtet, im „Interesse der Familie“ (der „ganzen Rus“, vgl. den Titel des orthodoxen Patriarchen von Moskau und der ganzen Rus) den „kleinen Bruder“ auf den „Pfad der Tugend“ zurückzuführen, ihn „umzuerziehen“ und notfalls sogar zu töten. Seit der Französischen Revolution habe das missbrauchte Ideal der Brüderlichkeit immer wieder zu Versuchen geführt, Menschen mit Gewalt zum Teil einer homogenen, autoritär regierten Masse zu machen. Tatsächlich solle die im Text als gegeben behauptete „Bruderschaft“ von Russen und Ukrainern durch den Krieg erst gewaltsam hergestellt werden.